# Kościeleccy herbu Ogończyk

Herb szlachecki Ogończyk.

Kościeleccy herbu Ogończyk – ród szlachecki zajmujący czołową pozycję polityczną i gospodarczą na Kujawach w XV-XVI w.

## Historia
Kościeleccy wywodzili się z Ziemi Dobrzyńskiej z okolic miasta Skępe, ale pisali się z Kościelca wsi k. Inowrocławia, gdzie istniała druga gałąź rodzinna. Protoplastą rodu był Mikołaj z Kutna. Początek rodzinie Kościeleckich dał jego syn, wojewoda inowrocławski Janusz z Kościelca.
Przedstawiciele rodu bywali wojewodami inowrocławskimi, brzesko-kujawskimi, poznańskimi, kaliskimi, starostami kujawskimi, pomorskimi i wielkopolskimi, a także hierarchami duchownymi. Od czasu wojny trzynastoletniej wielu dostojników z rodu Kościeleckich było również wierzycielami królewskimi, co pomogło im skumulować w swoim ręku liczne urzędy ziemskie. Znaczenie i wpływy rodu zostały ograniczone w wyniku ruchu egzekucyjnego średniej szlachty w II połowie XVI wieku.